# Montedison
Montecatini Edison S.p.A. (dal 1966 al 1969), successivamente abbreviato in Montedison S.p.A., è stato un grande gruppo industriale e finanziario italiano, conosciuto con questo nome fino al 2002; attivo nella chimica e nell'agroalimentare, aveva interessi in numerosi altri settori, quali farmaceutica, energia, metallurgia, assicurazioni ed editoria.
Costanti della sua storia sono stati il dualismo con il polo chimico pubblico dell'Eni, l'influenza da parte di Mediobanca ed un capitale sociale frammentato, spesso privo di un azionista di controllo e soggetto a frequenti scalate in Borsa. All'inizio fu una grande public company, la prima in Italia nella chimica, quinta in Europa e settima al mondo. Era la metà della DuPont e dell'Ici Imperial Chemical Industries, più piccola della Bayer e della Monsanto, quasi uguale alla Hoechst e alla Rhône-Poulenc.
Nella seconda metà degli anni ottanta, dopo la confluenza nel gruppo Ferruzzi, diventò il secondo maggior gruppo industriale privato italiano. Nel 2001 è stato sempre il secondo gruppo privato italiano prima di essere scalato dalla FIAT con la francese EDF come alleata ed essere smembrato e venduto nel 2002. Viene tenuta solo la parte energetica in una società (Edison) il cui controllo finisce in mano pubblica francese (EDF) e italiana (Aem, controllata dal comune di Milano) nel 1º gennaio 2008 Aem è operativa con il nome di A2A S.p.A, in seguito alla fusione per incorporazione di AMSA e ASM.

## Storia

### Origini: Montecatini ed Edison

Il primo logo Montecatini Edison, 1966

La Montedison nacque nel 1966 dalla fusione tra Montecatini ed Edison; la Montecatini era stata costituita nel 1888 a Montecatini Val di Cecina (PI) per lo sfruttamento delle locali miniere di rame; negli anni dieci del XX secolo entrò nel settore chimico e nei decenni successivi diventò, a colpi di brevetti e di acquisizioni, la maggior azienda chimica italiana, pressoché monopolista in alcune produzioni come l'acido solforico, i concimi, i coloranti (tramite la controllata ACNA); nel 1936, in collaborazione con l'Agip, costituì l'Anic (Azienda Nazionale Idrogenazione Carburanti), con lo scopo di produrre benzina sintetica, che sarebbe stato il primo nucleo dell'industria petrolchimica italiana.
La Edison era nata nel 1884 a Milano e fu una delle prime aziende a sfruttare in Italia quell'energia idroelettrica che fu alla base della prima industrializzazione italiana, costruendo dighe lungo l'arco alpino, in particolare in Lombardia; già ai primi del Novecento la Edison era uno dei gruppi industriali dominanti in Italia, suddividendosi il controllo del mercato elettrico nell'Italia a Nord con la SIP - Società idroelettrica piemontese, concentrata in Piemonte e Liguria, e la SADE, forte nel Nord Est.

### Il dopoguerra e la fusione
Già nell'immediato dopoguerra in Italia si ipotizzava la nazionalizzazione dell'industria elettrica, fino ad allora in mano ad aziende private come la stessa Edison; la prospettiva di subire un esproprio delle proprie attività indusse le aziende elettriche a diversificare: la Edison scelse di investire prevalentemente nella petrolchimica, attratta anche dagli incentivi concessi dallo Stato.
Negli anni cinquanta così gli interessi della Edison entrarono in collisione con quelli della Montecatini, in difficoltà finanziarie per i forti investimenti richiesti dalla costruzione del polo petrolchimico di Brindisi, ma all'avanguardia nella ricerca sui nuovi materiali (il polipropilene isotattico), grazie all'industrializzazione dei brevetti derivanti dalle ricerche del chimico Giulio Natta, premio Nobel nel 1963.
Nel 1962, con la costituzione dell'Enel, la nazionalizzazione dell'industria elettrica ebbe effettivamente luogo; le aziende private dovettero conferire i loro impianti al neonato ente elettrico, ricevendo in cambio dei cospicui indennizzi. La stessa Montecatini nel 1963 acquisì l'ex azienda elettrica SADE, con il solo scopo di appropriarsi degli indennizzi; ma il dissesto finanziario della Montecatini trovò soluzione solo il 7 luglio 1966 con la fusione per incorporazione di Montecatini - Società generale per l'Industria Mineraria e Chimica – in Edison, anch'essa forte degli indennizzi ricevuti dallo stato in seguito alla nazionalizzazione; la fusione (presidente della Montecatini era Carlo Faina, fino all’ultimo tenuto all’oscuro dell’operazione condotta, come una congiura di palazzo, dal suo braccio destro, Giorgio Macerata, presidente della Edison era Giorgio Valerio), fu pensata dai manager e azionisti delle due società e progettata da Mediobanca e da Enrico Cuccia.
Il primo a parlarne con Cuccia fu Leopoldo Pirelli.
La guida della Montedison fu poi affidata ai dirigenti della “vecchia” Edison. La giustificazione dell'operazione di fusione, annoterà Pietro Nenni nel suo diario il 7 dicembre 1965, fu che la Edison "ha i soldi ma non sa dove investirli" e la Montecatini "ha un vasto piano di investimenti ma non ha i capitali".
Nel 1968, sempre con la supervisione di Mediobanca ma anche con l'appoggio del governo e dell'Eni, la Sogam (finanziaria a controllo congiunto IRI-Eni) rastrellò in Borsa, senza che nessuno – nemmeno Valerio – riuscisse a capire chi fosse dietro a quel rastrellamento, un pacchetto di azioni pari al 15-20% del capitale Montedison, sufficiente a garantire la qualifica di azionista di riferimento. Valerio fu estromesso dal suo incarico di presidente, al suo posto subentrarono prima Cesare Merzagora e dopo Pietro Campilli. Amministratore delegato del settore di ricerca Montedel, fra il 1968 e il 1974 e poi direttore generale fino al 1980, fu nominato il fisico Umberto Pellegrini.

### Gli anni settanta
Nel 1971 Eugenio Cefis, già presidente dell'Eni, fu nominato presidente della Montedison, carica che avrebbe mantenuto fino al 1977; la stampa dell'epoca vedeva la Montedison più come uno strumento di Cefis per realizzare non meglio precisati disegni politici (anche di tipo golpistico) che non come un gruppo industriale collegato con l'Eni, che ne deteneva congiuntamente all'IRI il pacchetto di controllo.
Il sospetto era avvalorato dall'acquisizione del quotidiano Il Messaggero e dalle mire di Cefis sul Corriere della Sera: i quotidiani sarebbero dovuti servire per aumentare il peso politico di Cefis e del suo referente politico Amintore Fanfani.
A prescindere da ciò, negli anni '70 la Montedison infilò una lunga serie di bilanci in rosso, appena mitigati da proventi finanziari ricercati proprio con lo scopo di “abbellire” i risultati fiaccati dal cattivo andamento della gestione industriale. Nonostante la presenza dell'ENI nel capitale, la Montedison ne era di fatto autonoma, comportandosi con l'ente petrolifero come un concorrente, entrandovi in collisione specialmente per l'assegnazione dei cospicui aiuti pubblici che in quegli anni erano erogati a fronte degli investimenti industriali nel Mezzogiorno.
Montedison poté cedere all'IRI alcune aziende alimentari (come la Pai e la Pavesi) acquistate dalla Edison nel decennio precedente, mentre approfittò della creazione dell'Ente gestione attività minerarie per cedergli le poco redditizie attività minerarie ereditate dalla Montecatini.
Nel 1975 la Montedison aveva un fatturato di 5,41 miliardi di dollari e 150.555 dipendenti.

### Gli anni ottanta
Nel 1981 ebbe luogo la “riprivatizzazione” della Montedison: sotto la regia di Mediobanca un consorzio partecipato dai gruppi Agnelli, Pirelli, Bonomi e Orlando acquisì il pacchetto di controllo in mano agli enti pubblici. Grazie anche ad una congiuntura favorevole i conti della Montedison andarono migliorando, ed il presidente Mario Schimberni se ne avvantaggiò perseguendo una politica di autonomia dai maggiori azionisti, compiendo operazioni anche al di fuori del settore chimico, come l'acquisizione della compagnia assicurativa Fondiaria, nonostante il parere contrario di Mediobanca.
In questi anni, Schimberni porta il fatturato a 13.791 miliardi di lire e l'utile netto a 566 miliardi di lire di utile (1987, il valore più alto mai registrato) contro gli 830 miliardi di perdita del 1982, anche grazie alla vendita a Eni di alcuni impianti Montedison, che ha portato nella compagnia chimica 400 miliardi di lire.
L'indebitamento, tuttavia, sale, fino a quota 7.800 miliardi.
Le società più profittevoli erano Himont, Montedipe e Dutral attive nei propilenici, materiali speciali, Erbamont-Farmitalia nella farmaceutica e Selm nell'energia elettrica: in particolare, era il primo produttore mondiale di polipropilene, tra i leader in Europa nella produzione di polistirolo, di gomme fluorurate e gomme da etilene-propilene, tra i primi nella produzione degli antitumorali e negli intermedi per antibiotici da fermentazione ed era il principale produttore privato di energia elettrica.
I settori meno redditizi erano quelli relativi ai fertilizzanti (dove però era il principale produttore nazionale), fitofarmaci e fibre.

### L'arrivo di Gardini
Anche per gli attriti di cui sopra, i maggiori soci uscirono progressivamente dall'azionariato, mentre vi entrarono gruppi “emergenti” come il gruppo Varasi (vernici), la Inghirami (abbigliamento), la Maltauro (costruzioni) ed il gruppo Ferruzzi (agroalimentare); quest'ultimo, guidato da Raul Gardini, venne ad assumere una posizione via via predominante tramite gli acquisti in Borsa nel 1987 deteneva più del 40% del capitale, diventando il socio di comando.
Il disegno imprenditoriale del gruppo Ferruzzi, attivo soprattutto nel settore agro-alimentare, non sembrava del tutto coerente con le attività della Montedison: secondo alcune interpretazioni la Ferruzzi aveva cominciato ad intuire le potenzialità della “chimica verde” (ad esempio nei biomateriali o nelle bioenergie), intravedendovi possibili sbocchi di mercato per le materie prime agricole.
Si crea così un gruppo con un fatturato compreso tra i 28 ed i 33.000 miliardi e tra gli 80 e i 90.000 dipendenti in tutto il mondo, caratterizzato però da un forte indebitamento a seguito della fusione con Ferruzzi. Gardini sembra volere una Montedison concentrata solo sul settore chimico (oltre che sulla riduzione dei debiti), motivo per cui cede Standa a Fininvest per 1.010 miliardi di lire ed Iniziativa Meta (Montedison Terziario Avanzato, la cassaforte delle partecipazioni Montedison) a Ferruzzi Finanziaria.

### La nascita di Enimont
Nel 1988 ENI e Montedison conferirono alla joint venture Enimont (40% ENI, 40% Montedison, 20% flottante) le proprie attività chimiche: si realizzava così quell'alleanza tra chimica pubblica e chimica privata che molti auspicavano da anni.
La vita di Enimont fu breve e travagliata: nel 1989 la Montedison sembrò in un primo momento mirare alla maggioranza assoluta del capitale, già nel 1990 finì col cedere la totalità delle attività chimiche all'ENI, ricevendone in cambio 2.805 miliardi di lire, un prezzo valutato in seguito come esorbitante; in seguito intorno alla gestione ed alla trattativa per la cessione di Enimont emersero episodi di corruzione.

### Gli anni novanta
Con l'uscita quasi totale dal settore chimico e con la riorganizzazione del gruppo Ferruzzi, la Montedison era diventata una semplice holding di partecipazioni dalle complesse architetture societarie che comportano diversi livelli di controllo societario, i quali rallentano i flussi di informazioni tra le aziende del gruppo e anche i percorsi di attribuzioni dei dividendi: ad esempio il possesso del 49,73% di Eridania Beghin Say (zucchero) era esercitato tramite European Sugars France partecipata al 100% da Finanziaria Agroindustriale, la quale controllata da ben 5 soci tutti riconducibili a Montedison (oltre a quest'ultima ed alla casa madre Ferruzzi Finanziaria, gli altri 3 titolari erano le partecipate Ferruzzi Investimenti, Axilia, Cementi Ravenna Finanziaria).
Altre imprese dell'orbita Montedison, per citarne alcune, rimangono Fondiaria (assicurazioni), la Cereol (semi oleosi) e la Carapelli (olio d'oliva), nonché la “nuova” Edison, capogruppo per le attività nell'energia ricostituita nel 1991 per sfruttare le opportunità prospettate dalle tendenze emergenti verso la liberalizzazione dei mercati energetici.
Nel 1990, inoltre, Montedison, in un'ottica di diversificazione, acquista l'emittente televisiva Telemontecarlo: vennero trasmesse le attività sportive sponsorizzate dal gruppo come l'America's Cup con il Moro di Venezia, Basket Mestre 1958 e Porto Ravenna Volley.
Nonostante una programmazione con personaggi anche di punta (come Corrado Augias), nonché trampolino di lancio per Alba Parietti, Gioele Dix, Fabio Fazio, Silvio Orlando, i conti si sono sempre chiusi in perdita per decine di miliardi di lire, arrivando a quota 500 miliardi nel periodo 1990-1995.
L'insuccesso dell'avventura in Tmc viene ricondotto alla bassa raccolta pubblicitaria ed agli alti costi di gestione del network.
Nel 1995 TMC fu venduta a Vittorio Cecchi Gori per 75 miliardi di lire.
Negli stessi anni, continua a detenere la proprietà del quotidiano Il Messaggero, acquisito nel 1974: sarà ceduto nel 1996 a Francesco Gaetano Caltagirone.

#### L'uscita dei Ferruzzi
Nel 1993 Montedison è a capo di 237 società e si trovava a fronteggiare la redditività in calo degli ultimi gioielli come Himont ed Erbamont (mancanza di strategie coerenti e di sviluppo secondo Fabrizio Barca nel suo Storia del capitalismo italiano dal dopoguerra ad oggi) ma soprattutto la controllante, Ferruzzi Finanziaria titolare di 300 compagnie e 52.000 dipendenti, è oberata da debiti insostenibili, tra i 29 ed i 31.000 miliardi di lire verso più di 300 banche sconta una pesante situazione negativa di Serafino Ferruzzi S.r.l. la sua principale azionista, che ha dovuto liquidare Raul Gardini per 505 miliardi di lire a seguito dell'abbandono del gruppo, indebitandosi sul mercato e svalutare proprio la partecipazione in Ferruzzi Finanziaria portandola da 1900 a 16 miliardi di lire. Serafino Ferruzzi si ritrovò quindi con un patrimonio netto negativo di 966 miliardi.
Questa situazione costrinse i Ferruzzi a cedere il controllo del gruppo alle banche creditrici.
Il capitale sociale di Ferruzzi Finanziaria viene ridotto, mentre gli istituti di credito accettano la conversione dei crediti in azioni e sottoscrivono un aumento di capitale, a cui aderisce anche la famiglia Ferruzzi tramite Serafino Ferruzzi S.r.l., con il 12% di Ferfin. Un altro 67% delle azioni che, direttamente o indirettamente (il 39% è infatti fiduciariamente detenuto da Spafid, la fiduciaria di Mediobanca), finisce nelle mani di 53 banche, tra cui Sanpaolo con il 15,75%, Credito Italiano con l'11,65%, Banca di Roma con il 10%, Monte dei Paschi di Siena al 4,55% e Mediobanca 0,5%.
Nel 1994 Serafino Ferruzzi S.r.l. in liquidazione cede le sue quote alle banche creditrici, uscendo di scena.
Conseguentemente, nel 1996 Ferruzzi Finanziaria viene ribattezzata Compagnia di Partecipazioni - Compart. Il bilancio 1995 si è chiuso con 11 miliardi di utile contro la perdita di 997 miliardi nel 1994 l'indebitamento finanziario netto si riduce dai 21.951 miliardi del 1993 a 13.132 miliardi.
Il decennio fu caratterizzato dal risanamento societario e dalle cessioni e riorganizzazioni finalizzate alla riduzione dell'indebitamento. Artefice di questa rinascita è il "chimico" Enrico Bondi, che avrà poi modo di confermare le sue grandi qualità nel salvataggio di altre realtà scricchiolanti, ultima delle quali Parmalat.
Già nel 1995 la società è stata dichiarata risanata, grazie ai riassetti aziendali, alle performance di Edison, Tecnimont, Montell ed Eridania ed alle transazioni con gli ex amministratori di Montedison.
Nel 1997, dopo un secolo di attività, Montedison esce ufficialmente dalla chimica. Viene ceduta anche l'ultima azienda del comparto, Montell, al socio americano Shell, per 3.600 miliardi, indispensabili per raggiungere l'obiettivo di riduzione dell'indebitamento previsto da Mediobanca nel suo piano di ristrutturazione (7.000 miliardi).

### L'OPA di EDF e la fine della Montedison
Nel 2000 Compart (guidata da Mediobanca nel frattempo salita al 15%) arriva oltre il 32% delle azioni e lancia un'Offerta pubblica di acquisto da 3,16 miliardi di euro su Montedison, arrivando a detenere il 94,5% delle azioni. Conseguentemente, la storica Montedison S.p.A. viene fusa per incorporazione in Compart S.p.A., che cambia denominazione sociale in Montedison S.p.A.
Montedison in quella data è un gruppo da 14,3 miliardi di euro di fatturato, 33.000 dipendenti, composto da Fondiaria, Eridania Beghin-Say, Edison, Ausimont, Antibioticos, Syremont, Tecnimont, Falck, Intermarine e 4.800 miliardi di debiti.
Nel 2000 Montedison promuove con successo un'Opa su Falck e la relativa controllata Sondel, ma nel febbraio 2001 l'assemblea degli azionisti di Montedison boccia la fusione con Falck, progetto avallato e sostenuto da Mediobanca, aprendo una fase di conflitto tra i soci di Montedison: il blocco Mediobanca (15%), che riunisce Banca Intesa (4,3%), Assicurazioni Generali (5,3%), Caltagirone (4,6%), Italmobiliare (4%) e Premafin (2,1%) opposto a Sanpaolo IMI, Banca di Roma, il finanziere Zalesky e la famiglia Strazzera (che insieme detengono il 30% della compagnia).
Ancora una volta gli azionisti “di controllo” della Montedison (il principale azionista è Mediobanca con funzioni anche di vigilanza sul management) non avevano forza per proteggere la società da scalatori di Borsa e l'ente elettrico di stato francese EDF inizia a rastrellare azioni Montedison, attività che intraprende anche Fiat.
Il 23 maggio esce la notizia che EDF sarebbe in possesso del 23% di Montedison, quota che salirà al 30% circa del capitale, il governo italiano si oppose alla presa di potere del colosso di stato francese, adducendo la mancanza di “reciprocità” per le aziende italiane di scalare le aziende energetiche francesi.
In effetti ciò che interessava a EDF erano le centrali elettriche e le quote di importazione per il gas di Edison, nella prospettiva di liberalizzazione del mercato energetico italiano.
Nel luglio 2001 Fiat mette in campo due sue società, Alimenta International S.r.l. e Business Solutions S.p.A.
La prima viene trasformata in Italenergia S.p.A., di cui la seconda sottoscrive circa il 40%, seguita da EDF con il 18% (anche se il Decreto Legge 192/01, poi Legge 301/01, promosso proprio per bloccare l'intervento francese, limita il diritto di voto di EDF al 2% - c.d. Decreto anti EDF), San Paolo IMI, Banca Intesa e Banca di Roma con il 23% in totale, Carlo Tassara (controllata da Zaleski) con il 20%.
Il veicolo arriva ad avere il 52,09% delle azioni Montedison, facendo scattare quindi l'Opa da 4,95 miliardi di euro.
Nel 2001, la Montedison verrà sanzionata dal Foreign Corrupt Practices Act degli Stati Uniti per 300.000 dollari, su fatti risalenti tra il '93 e il 1996, poiché, secondo la spiegazione di Guido Acquaviva, avrebbe commesso un illecito per aver occultato nella propria contabilità il fatto che parte dei fondi societari venissero utilizzati per fini "illeciti".
Nel 2002 in Montedison vengono fuse per incorporazione Falck e Sondel, Edison e Fiat Energia, trasformandosi in Edison S.p.A.

## Le attività ex-Montedison
A partire dalla vicenda Enimont e proseguendo con la crisi finanziaria del gruppo Ferruzzi, la Montedison cedette molte attività, ciascuna delle quali seguì destini diversi; negli anni duemila vi sono tuttora alcune aziende che portano nel nome la loro precedente appartenenza al gruppo Montedison:
- Edison: scomparsa dopo la fusione del 1966, la denominazione fu ripresa nei primi anni novanta come filiale della Montedison per le attività energetiche, e sostituì la SELM; dopo avere assorbito le attività elettriche nel gruppo Falck, nel 2001 era diventato l'asset più importante del gruppo ed era ciò a cui in realtà mirava EDF quando scalò la Montedison. Ha ereditato dalla “vecchia” Edison la sede storica di Foro Bonaparte a Milano.
- Tecnimont: operante nel settore dell'ingegneria civile ed industriale, nel 2005 è stata ceduta dalla Edison al gruppo Maire Engineering (già FIAT Engineering), dando origine a Maire Tecnimont.
- Novamont: con sede a Novara, è un'azienda specializzata nella produzione di bioplastica a partire dal mais, che ha ottenuto riconoscimenti a livello internazionale per la produzione di materiali biodegradabili.[83]
- Montefibre: nome del vecchio raggruppamento Montedison attivo nella produzione di tecnofibre; conferita alla Enimont passò successivamente all'EniChem; nel 1997 la proprietà fu rilevata dal gruppo tessile Orlandi S.p.A, di Gallarate. L'azienda porta ancora il vecchio nome ed è quotata in Borsa.

Altre attività sono state invece cedute e quindi assorbite da altri gruppi industriali, da cui il cambio della denominazione.
La maggior parte delle attività chimiche “tradizionali” in effetti passarono all'EniChem nel 1991, dopo la vicenda Enimont; non così però le attività tecnologicamente più avanzate, come quelle raggruppate in Ausimont ed Himont, che rimasero “in pancia” a Montedison fino al 2002, quando l'azienda completò il processo di rifocalizzazione sull'energia:
- Agrimont (già Fertimont): la società dei prodotti per l'agricoltura è stata conferita nel 1991 all'EniChem, la quale conferirà a sua volta le attività alla controllata EniChem Agricoltura:
  - il ramo agrofarmaci (insetticidi, erbicidi, fungicidi) è stato ceduto nel 1992 ad una società neocostituita, la Isagro, tuttora attiva e quotata in Borsa;
  - il ramo fertilizzanti fu ceduto alla Norsk Hydro nel 1996;
- Montedipe e Montepolimeri: anche queste società specializzate nelle produzioni chimiche di base e nelle materie plastiche passarono nel 1991 all'EniChem, mantenne parte delle attività (oggi facenti capo a Syndial ed a Polimeri Europa) e ne dismise invece altre (come la Vinavil, rilevata poi dal gruppo Mapei).
- Ausimont: specializzata nella chimica del fluoro e delle tecnoplastiche, rimase controllata dal gruppo Montedison fino al 2002, quando fu ceduta assorbita dal gruppo chimico Solvay.
- Himont: joint-venture tra Montedison e l'americana Hercules, l'azienda, che produceva polipropilene, era considerata uno dei “gioielli” tecnologici del gruppo, che infatti non volle conferirla ad Enimont al momento della sua costituzione; subentrata alla Hercules la Shell (da cui la denominazione Montell), la Montedison la cedette completamente nel 1997. Successivamente, dopo l'entrata di BASF nel 2000 divenne Basell).
- Nel 2005, sia Basf sia Shell vendettero l'azienda ad una cordata di aziende, tra cui Access Industries e Chatterjee Group per circa 4,4 miliardi di euro.[84] Nel dicembre 2007, dopo l'ennesima fusione (stavolta con l'americana Lyondell) ha acquisito il nome di LyondellBasell.
- Farmitalia: neanche il polo farmaceutico della Montedison entrò nell'affare Enimont, ma fu comunque ceduto pochi anni dopo alla Pharmacia (oggi Pfizer); Montedison ne conservò però il ramo aziendale denominato Antibioticos, specializzato nella sintesi di principi attivi antibiotici, fu venduto alla Fidia Farmaceutici solo nel 2003.
- EdisonTel: era la controllata di Edison per offrire servizi voce, servizi internet e trasmissione dati, utilizzando tecnologie sia di rete fissa che mobile, venduta nell'agosto del 2003 a Plug It, l'anno successivo viene fusa con quest'ultima per dare vita a Eutelia s.p.a.

Singoli stabilimenti specializzati in produzioni di nicchia sono stati assorbiti da aziende chimiche emergenti come quello di Pallanza (già Montefibre), che tuttora produce PET e che venne rilevato nel 1989 dal gruppo Mossi & Ghisolfi, o quello di Novara (già Montedipe), che produce principalmente monomeri (acido adipico ed esametilendiammina) per fibre poliammidi e che passò invece al gruppo Radici.

### Montedison Servizi Finanziari
All'interno di Sefimeta, controllata dalla holding Iniziativa Meta, Montedison aveva creato un polo bancario ed assicurativo, attivo nel settore delle assicurazioni, del credito al consumo, della gestione del risparmio e della intermediazione mobiliare.
Erano nate Agos Service per i prestiti personali, Agos Fondi per la gestione di fondi comuni di investimento, Agos Gestioni Patrimoniali che tra le altre cose ha curato il fondo pensione integrativo Montedison, il primo mai lanciato da una azienda in Italia, Agos Sim, la rete dei promotori finanziari di La Fondiaria Assicurazioni, anch'essa proprietà di Iniziativa Meta, così come il broker Nikols e Banca Mercantile Italiana.
A seguito della fusione di Iniziativa Meta in Ferruzzi Finanziaria, queste società sono state redistribuite all'interno del gruppo per poi essere cedute a metà anni novanta.
In particolare, Agos Service fu rilevata totalmente da Sofinco nel 1993, Agos Fondi passò a Banca Monte dei Paschi di Siena, Agos Gestioni Patrimoniali, Agos Sim e Banca Mercantile Italiana, riunite sotto Sefimed, entrarono in Banca Popolare di Lodi, Nikols fu ceduta a Letizia Moratti che poi la rivendette ad AON, fino a La Fondiaria che nel 2002 fu integrata in Società Assicuratrice Industriale.

## Aree ex-Montedison
L'avventura industriale della Montedison ha lasciato anche numerosi impianti che sono stati chiusi o notevolmente ridimensionati in tutta Italia:
- Assisi
- Brindisi
- Bussi sul Tirino (Pescara)
- Castelfiorentino[95]
- Castellanza
- Casteltermini
- Crotone
- Falconara Marittima - Montemarciano. Stabilimento Montecatini di Montemarciano[96][97]Edifici di archeologia industriale, prima della Montecatini poi della Montedison, situato nella frazione Marina di Montemarciano al confine con il territorio di Falconara Marittima. Vi si producevano fertilizzanti, la chiusura definitiva dello stabilimento avvenne nel 1990. Da allora nonostante numerosi passaggi di proprietà di annunci di presentazioni di piani di bonifica e recupero si è in attesa dell'avvio della bonifica e del recupero degli edifici. Da molti anni lo stabilimento è in stato di abbandono e dal 2004 è sottoposto a vincolo di tutela architettonica.
- Polo chimico di Ferrara
- Mantova
- Marghera
- Merano
- Milano: l'area situata nel quartiere di Rogoredo, dove fino al 1970 si produceva l'insetticida Rogor. Nel 1987 era in progetto su quest'area un ipermercato Euromercato del gruppo Standa che all'epoca era di proprietà Montedison. Attualmente è in fase di riqualificazione come area residenziale (quartiere Santa Giulia). Un'altra area ex-Montedison si trova in zona Sempione, dove è prevista la costruzione di un grattacielo da 24 piani. Il grattacielo di Largo Donegani che ospitava la sede della Montecatini è oggi sede di RadioMediaset, società a cui fanno capo le emittenti radiofoniche nazionali Radio 105, Radio Monte Carlo, Virgin Radio Italia e R101.
- Orbetello
- Porto Empedocle: l'area, situata alla periferia del comune agrigentino, verrà completamente bonificata grazie ad un progetto di rilancio finanziato dal CIPE. Nell'area industriale ormai dismessa verranno collocati un auditorium, diverse attività culturali e il nuovo impianto sportivo dove la Fortitudo Agrigento, maggiore squadra di pallacanestro di Agrigento, disputerà le partite casalinghe.
- Porto Recanati: Capannone Nervi[98][99] Dello stabilimento Montecatini poi Montedison di Portorecanati rimane solamente il cosiddetto Capannone Nervi. In attesa di bonifica e recupero.

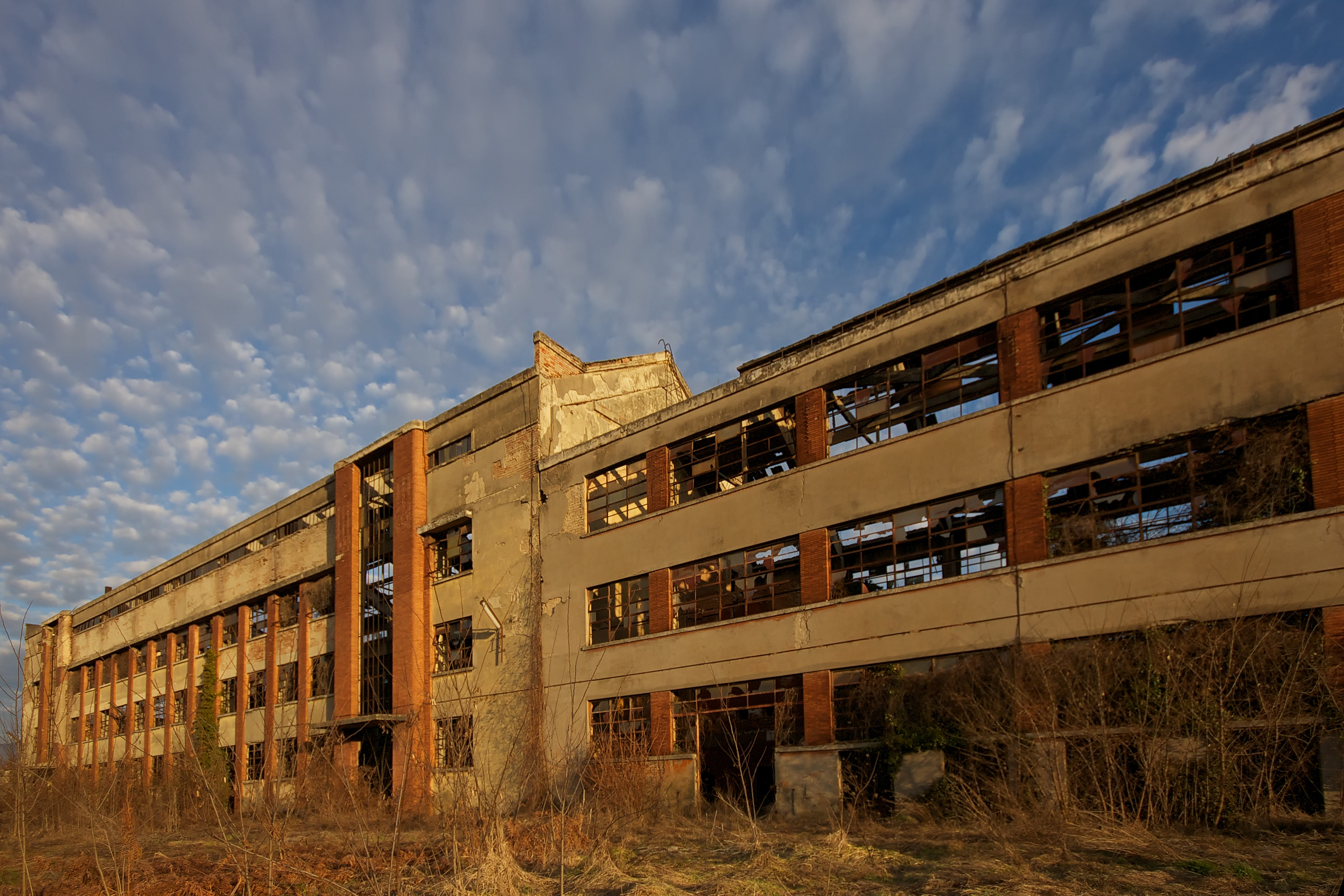
Lo stabilimento dismesso di Rieti

- Rieti: fondato nel 1937, produceva l'acido solforico necessario per la fabbricazione della viscosa rayon nel vicino stabilimento Supertessile della SNIA;[100] fu chiuso nel 1972.[101] La procedura di esecuzione da parte del comune della bonifica in danno del proprietario inadempiente (De Angelis Costruzioni srl ed Edison-Giomir[102]) doveva partire nel 2011, ma non risulta che i lavori siano effettivamente partiti.[101] Per la riqualificazione dell'area Montedison-SNIA il Comune, l'associazione Rena e il Monte dei Paschi di Siena hanno lanciato nel 2015 un concorso internazionale di idee.[103]
- San Giuseppe di Cairo Montenotte

In ognuno di questi siti la cessazione dell'attività ha determinato per le popolazioni difficoltà occupazionali e la complessa ricerca di soluzioni per destinare a nuovi usi, le enormi aree dismesse, che richiedono anche interventi di bonifica dall'inquinamento di origine industriale.

## Storia del logo
Esistono varie versioni sull'origine del logo che identificava la Montedison e le sue filiali:
- il sito della Edison[104] riporta che fu creato appositamente dalla società statunitense Landor nel 1972 per identificare la Montedison e tutte le altre società del gruppo;
- un'altra versione sostiene che il logo sia stato realizzato casualmente: scarabocchiando l'interno di un fermaglio per fogli in vari punti, un grafico notò il suo alto valore comunicativo e pensò che potesse essere quello il logo per rappresentare la Montedison;
- una terza versione sostiene che il logo del Gruppo Montedison, fu disegnato nel 1971 durante una riunione generale nel Petrolchimico Nord di Marghera dall'ingegner Cesare Niero (classe 1925), responsabile d'impianto dei fertilizzanti azotati e dell'acido nitrico (Dipa: Agrimont, Fertimont, Montecatini, Azotati (ex FIAT), disegnando 4 fermagli da fogli, disposti a 45 gradi quasi ad indicare "un'aquila che spicca il volo", ricordata poi come L'aquila (il più regale tra i volatili) della Montedison, la più regale industria nel settore chimico e di raffineria.

Logo Standa nel periodo Montedison usato dal 1973 al 1988

Nel 1992, quando la Montedison era già nei suoi ultimi anni, il suo logo era riportato sulla fiancata de Il Moro di Venezia, la barca di Raul Gardini, prodotta presso Tencara, che arrivò fino alla finale dell'America's Cup.
Inoltre esso servì per alcuni anni a identificare la Standa, quando essa fu di proprietà Montedison.

## Presidenti
- Giorgio Valerio (1966-1970)
- Cesare Merzagora (1970)
- Pietro Campilli (1970)
- Eugenio Cefis (1971-1977)
- Giuseppe Medici (1977-1981)
- Mario Schimberni (1981-1987)
- Raul Gardini (1987-1991)
- Giuseppe Garofano (1991-1992)
- Arturo Ferruzzi (1993)
- Guido Rossi (1993-1995)
- Luigi Lucchini (1995-2001)
- Umberto Quadrino (2001-2002)

### Personaggi
- Enrico Bondi fu amministratore delegato della Montedison negli anni novanta
- Enrico Cuccia incoraggiò la fusione tra Montecatini ed Edison
- Raul Gardini lo trasformò nel secondo maggior gruppo privato italiano

### Luoghi
- Marghera
- Stabilimento chimico di Pallanza
- Polo chimico di Ferrara
- Polo petrolchimico siracusano

### Aziende del gruppo Montedison
- ACNA
- Acsa
- Agrimont, ora Yara
- Alimont
- Ausimont
  - Ausidet
  - Ausind
  - Dutral
  - Montefluos, poi Montesolvay, ora Solvay Fluor Italia
- Antibioticos
- Bellentani
- Bertolli
- Carlo Erba
- Châtillon
- Cora
- Datamont
- De Rica
- DIPA
- Enimont
- Eridania-Beghin Say
- Epea
- Farmitalia
- Farmoplant, insetticida Rogor
- Fertimont, ex FIAT Fertilizzanti Azotati
- FIAT Vetrocoke, poi Società Italiana Vetro (SIV), ora Pilkington
- Himont
- Istituto Guido Donegani
- Merak
- Metalmont
- Montedel - Montecatini Edison Elettronica
- Montedipe
- Montefibre
  - Taban, ex settore Nailonplast della Montefibre
  - Società italiana nailon
  - Società italiana poliestere
  - Società italiana prodotti acrilici (SIPA)
- Montepolimeri
- Monteponi
- Monteshell
- Montesud
- Montevecchio, detta anche Zinco-Piombo
- Moplefan
- Montoil, già Olimont
- Neofil
- Novamont
- Pavesi
- Polymer
- Rhodiatoce
- Servizi elettrici Montedison
- SICE - Sicedison
- Samont
- SMIEL
- Standa
  - Castorama
  - Euromercato
  - Fiorucci
  - Leasinvest
  - Vāmana
- Tecnimont
- Tencara
- Vetem ora Ceva-Vetem
- Vinavil
- Rabarbaro Zucca